# گورناگ (قصرقند)
گورناگ، روستایی در دهستان هیت بخش مرکزی شهرستان قصرقند در استان سیستان و بلوچستان ایران است.

## جمعیت
بر پایه سرشماری عمومی نفوس و مسکن در سال ۱۳۹۵، جمعیت این روستا برابر با ۱۰۴ نفر (۲۸ خانوار) بوده‌است.